# Le Dément à lunettes
Le Dément à lunettes (Lady, Lady, I Did It dans l'édition originale américaine) est un roman policier américain de Ed McBain, nom de plume de Salvatore Lombino, publié en 1961. C’est le quatorzième roman de la série policière du 87e District.

## Résumé
Les détectives Steve Carella et Bert Kling sont envoyés dans une librairie pour enquêter sur un quadruple meurtre. Une fois sur les lieux, Kling découvre avec horreur que l'une des victimes est Claire Townsend, sa fiancée. Dès lors, par solidarité, la résolution de ce crime devient une affaire personnelle pour chacun des flics du 87e District.

## Éditions
Édition originale en anglais
- (en) Ed McBain, Lady, Lady, I Did It, New York, Simon and Schuster, 1961

Éditions françaises
- (fr) Ed McBain (auteur) et Louis Saurin (traducteur), Le Dément à lunettes [« Lady, Lady, I Did It »], Paris, Presses de la Cité, coll. « Un mystère no 644 », 1962 (BNF 32962091)
- (fr) Ed McBain (auteur) et Louis Saurin (traducteur) (trad. de l'anglais), Le Dément à lunettes [« Lady, Lady, I Did It »], Paris, Presses de la Cité, coll. « Classiques du roman policier no 19 », 1980, 188 p. (ISBN 2-258-00700-3, BNF 34641450)
- (fr) Ed McBain (auteur) et Louis Saurin (traducteur), Le Dément à lunettes [« Lady, Lady, I Did It »], Paris, Christian Bourgois, coll. « 10/18. Grands détectives no 2130 », 1990, 188 p. (ISBN 2-264-01588-8, BNF 35105994)
- (fr) Ed McBain (auteur) et Louis Saurin (traducteur) (trad. de l'anglais), Le Dément à lunettes [« Lady, Lady, I Did It »], Dans Nouvelles chroniques du 87e District, Paris, Éditions Omnibus, 1994, 1008 p. (ISBN 2-258-03781-6, BNF 35700187)
- (fr) Ed McBain (auteur) et Louis Saurin (traducteur) (trad. de l'anglais), Le Dément à lunettes [« Lady, Lady, I Did It »], Dans 87e District, volume 2, Paris, Éditions Omnibus, 1999, 938 p. (ISBN 2-258-05139-8, BNF 37176290)
  - Ce volume omnibus contient, dans des traductions revues et complétées, les romans Soupe aux poulets, Pas d'avenir pour le futur, Rançon sur un thème mineur, La Main dans le sac, À la bonne heure, Mourir pour mourir et Le Dément à lunettes.

## Adaptation au cinéma
- 1981 : Kôfuku, film japonais réalisé par Kon Ichikawa, adaptation du roman Le Dément à lunettes (Lady, Lady, I Did It)

## Sources
- Jean Tulard, Dictionnaire du roman policier : 1841-2005. Auteurs, personnages, œuvres, thèmes, collections, éditeurs, Paris, Fayard, 2005, 768 p. (ISBN 978-2-915793-51-2, OCLC 62533410), p. 599 (Notice 87e District).